# PM STA 1924
Le pistolet mitrailleur Modèle 1924 de calibre 9mm Parabellum  fut la première arme de ce type utilisée par l’Armée française. Il fut conçu par la STA et fabriquée par la MAS en 1925-1926. Environ 1 000 PM 1924 servirent lors de la guerre du Rif puis de la Seconde Guerre mondiale. Bien qu’efficace, il fut abandonné au profit du programme menant au MAS 38.

## Présentation
Le STA 1924 reprenait la forme du MP18. Muni d’une monture monobloc en bois, il diffère du MP par son canon dépourvu de manchon, son chargeur courbe  et sa hausse réglable. Ce premier PM français fonctionne par culasse percutante non calée et tir automatique uniquement.

## Données numériques
- Munition : 9mm Parabellum
- Longueur : 83 cm
- Canon : 23 cm
- Masse à vide : 3,5 kg
- Chargeur : 32 cartouches
- Cadence de tir théorique : 350 coups par minute